# Южноафриканская ленточная акула
Южноафриканская ленточная акула (Eridacnis sinuans) — вид хрящевых рыб рода ленточных акул семейства полосатых кошачьих акул отряда кархаринообразных. Эндемик юго-западной части Индийского океана. Обитает на внешнем крае континентального шельфа и в верхней части материкового склона на глубине от 180 до 500 м. Максимальная зафиксированная длина 37 см. У этих акул тонкое тело с лентовидным хвостом, окрас серо-коричневый. Размножаются живорождением. Рацион состоит из мелких костистых рыб, ракообразных и головоногих. Не является объектом коммерческого промысла.

## Таксономия
Вид впервые описан в 1957 году. Голотип представляет собой самца длиной 32 см, пойманного у берегов Дурбана, ЮАР, на глубине 329 м .

## Ареал
Южноафриканские ленточные акулы обитают у берегов Квазулу-Наталь (ЮАР), Мозамбика и Танзании. Они встречаются на краю континентального шельфа и в верхней части материкового склона на глубине 180—500 м. У этих акул наблюдается сегрегация по полу — у берегов Квазулу-Наталь встречаются в основном самцы.

## Описание
У южноафриканских ленточных акул тонкое вытянутое тело и короткая, закруглённая морда. Расстояние от кончика рыла до рта в 2 раза больше длины рта. По углам рта имеются очень короткие губные борозды. Крупные овальные глаза вытянуты о горизонтали и оснащены мигательными мембранами. Рот имеет форму треугольника. Ноздри обрамлены кожными лоскутами. Основание первого спинного плавника лежит между основаниями грудных и брюшных плавников. Первый и второй спинные плавники приблизительно равны по высоте. Анальный плавник существенно меньше обоих спинных плавников, его основание лежит под основанием второго спинного плавника. Грудные плавники закруглены. Хвостовой плавник длинный, узкий, имеет форму ленты и вытянут почти горизонтально. Его длина составляет почти 1/4 от общей длины тела. Окрас ровного коричневого цвета, на спинных и на хвостовом плавниках имеются лентовидные отметины. Максимальная зафиксированная длина 37 см. Окрас серо-коричневый. Хвост покрыт тёмными полосами.

## Биология
Южноафриканские ленточные акулы размножаются яйцеживорождением. В помёте до 2 новорожденных длиной 15—17 см. Самцы достигают половой зрелости при длине 29—30 см. Точных данных относительно размеров созревания самок нет, однако, известно, что самки длиной 22 см еще неполовозрелы, в то время как самки длиной 37 см уже взрослые. 

## Взаимодействие с человеком
Коммерческой ценности не имеет. В некоторых областях ареала ведётся интенсивный рыбный промысел. Вид чувствителен к антропогенному воздействию, для удвоения численности популяции требуется более 14 лет. Международный союз охраны природы присвоил этому виду статус «Вызывающий наименьшие опасения».